# Deathgasm
Deathgasm è un film del 2015 scritto e diretto da Jason Lei Howden.
Il film è stato distribuito in Italia il 23 novembre 2017 in vari formati.

## Trama
L'adolescente Brodie, dopo la morte del padre e il ricovero della madre in un ospedale psichiatrico, si trasferisce a casa di suo zio Albert a Greypoint. La passione di Brodie per l'heavy metal lo mette in forte contrasto con la fede cristiana ortodossa dello zio; inoltre, diversi suoi compagni di scuola (tra i quali suo cugino David) lo emarginano e lo bullizzano. Gli unici amici di Brodie sono due geek, Dion e Giles, i quali trascorrono la maggior parte del loro tempo giocando a giochi di ruolo. Brodie conosce presto un altro fan dell'heavy metal, Zakk, in un negozio di dischi. Poco dopo, Zakk, Brodie, Dion e Giles formano una band metal chiamata Deathgasm. Con grande sorpresa di Brodie, l'attraente Medina, la quale sembra interessata a lui, lo invita a mangiare un gelato; tuttavia, la timidezza di Brodie gli impedisce di andare oltre una semplice discussione.
Un giorno Zakk parla a Brodie di un musicista metal, Rikki Daggers, il quale presumibilmente vive in una casa abbandonata nelle vicinanze. Dopo aver fatto irruzione nella casa, i due trovano Daggers addormentato mentre stringe un album discografico e, cercando di sfilarglielo, Daggers si sveglia e li attacca. Quando però sentono uno strano rumore, Daggers consegna loro il disco intimandogli di fuggire. Poco dopo che Zakk e Brodie sono scappati, un uomo vestito di tutto punto entra in casa di Daggers e lo uccide; egli sembra appartenere ad un culto che sta cercando l'Inno Nero, uno spartito medievale in grado di evocare i demoni. Però, dal momento che l'uomo non è riuscito a recuperare lo spartito, il leader del culto lo decapita. Tornato a casa, Brodie nota alcuni fogli nascosti all'interno della copertina del disco. Mentre la band esegue lo spartito, zio Albert ha le iperventilazioni e inizia a sanguinare dagli occhi; Brodie avverte che qualcosa non va, e smette immediatamente di suonare.
Il giorno dopo a scuola, Brodie traduce la scritta latina sullo spartito musicale, che recita: Evocazione del Re dei Demoni. Inno Nero per acquisire fortuna e potere. Mentre sta tornando a casa, Brodie viene picchiato violentemente dal cugino David, anch'egli interessato a Medina. Nel frattempo, Medina incontra casualmente Zakk, dicendogli che non riesce a trovare Brodie, e gli chiede di lasciargli un biglietto. Zakk lo legge di nascosto e scopre che Medina vuole vedere Brodie quella stessa sera al parco; non manda il messaggio a Brodie e va lui stesso al parco, dicendo a Medina che Brodie non vuole vederla, quindi le mette la sua giacca sulle spalle e si baciano.
Brodie sospetta che suonare l'Inno Nero abbia un qualche collegamento con forze oscure. In seguito alle ultime umiliazioni ricevute dal cugino e dal suo amico, decide di prendere possesso dei poteri derivanti dallo spartito. Dopo averlo suonato, l'apparecchiatura dello stereo esplode, e tutti i membri della band cadono in stato di incoscienza. Dopo essersi svegliati, tutti e quattro si accorgono che qualcosa è cambiato. Nel bagno della scuola Brodie si imbatte in un inquietante essere che lo minaccia, e uno degli insegnanti inizia a sanguinare e a vomitare sangue durante una lezione.
Quella sera, Brodie e Zakk si incontrano in un'officina parlando di quanto è successo, e poco dopo vengono attaccati dal padre di Zakk, che viene ucciso dai due. Nel frattempo, anche Dion e Giles vengono attaccati e quasi uccisi da un altro posseduto, ma Medina li salva spaccandogli la testa con un'ascia; i tre decidono di nascondersi nella scuola e lasciano un biglietto sulla porta di Brodie per informarlo del fatto. Cercando di capire cosa sta succedendo, Zakk e Brodie incontrano l'indovina Abigail, la quale afferma che hanno invocato il demone Aeloth suonando l'Inno Nero, e che gli abitanti della città sono ora posseduti dai suoi servitori, che uccidono ogni essere umano per preparare l'arrivo del loro dio. Alle tre di notte, con l'arrivo della luna rossa, l'anima di Aeloth si fonderà con l'ospite umano con l'anima più buia. Prima che Abigail possa dire loro come annullare l'invocazione di Aeloth, viene uccisa da due posseduti.
Una volta giunti a casa di Brodie, Zakk rimuove segretamente il biglietto lasciato sulla porta da Dion, Giles e Medina. All'improvviso vengono attaccati da zio Albert e sua moglie Mary, ma riescono a ucciderli; poco dopo arriva David, il quale non è posseduto, ma viene comunque decapitato da Brodie. Dopo essersi accorti che lo spartito è sparito a causa di una folata di vento, Brodie e Zakk si mettono alla sua ricerca, non prima di essersi armati.
Nel mentre, i membri del culto di Aeloth, giunti a Greypoint, incontrano l'inquietante essere che Brodie aveva incontrato nel bagno della scuola, che pare essere l'ambasciatore di Aeloth, e che promette al leader del culto che Aeloth si fonderà con lui; detto ciò, il leader viene ucciso dalla sua stessa amante, la quale rivendica la guida del culto.
Per recuperare l'ultima pagina dello spartito, Zakk e Brodie giungono alla scuola, dove Brodie nota dei movimenti al suo interno. Riunitisi così con Dion, Giles e Medina, Brodie nota la giacca di Zakk nella borsa di Medina, e capisce che gli ha mentito. Zakk dice a Brodie che non è interessato a Medina e che voleva semplicemente divertirsi un po', al che Brodie gli dà un pugno in faccia. I due lottano brevemente, e Zakk decide di lasciare la città. I quattro superstiti decidono quindi di dirigersi verso la casa di Rikki Daggers, nella quale sono presenti degli amplificatori per poter suonare l'Inno Nero, ma  vengono fatti prigionieri dai membri del culto, per essere sacrificati ad Aeloth.
Zakk, preso dai rimorsi, decide di tornare indietro, riuscendo a liberare i suoi amici. Brodie inizia a suonare l’Inno Nero al contrario mentre gli altri lo difendono dagli attacchi dei membri del culto, che muoiono quasi tutti, insieme a Dion e Giles. Brodie non riesce a completare l’Inno Nero prima delle tre di notte, così Aeloth prende possesso del corpo della leader del culto, che viene uccisa poco dopo da Zakk. Dal momento però che quest'ultimo ha “l'anima più buia” dei restanti, viene posseduto da Aeloth. Brodie, capendo che ormai è troppo tardi, decide semplicemente di suonare dell'heavy metal, con sentimento. Il potere della musica fa sì che Zakk collassi e ritorni temporaneamente in se stesso; Zakk chiede a Brodie di ucciderlo per impedire che Aeloth risorga, cosa che Brodie fa con estrema riluttanza.
Due mesi dopo, Brodie e Medina sono una felice coppia metal. Pochi istanti dopo che Medina esce dalla casa di Brodie, quest'ultimo riceve un messaggio tramite un disco in vinile dal defunto Zakk, il quale lo informa che all'Inferno ha conosciuto tante leggende della musica, tra cui Ronnie James Dio, Kurt Cobain, Dimebag Darrell, John Bonham, Paul McCartney e il gruppo Mayhem. Infine gli consiglia di proseguire con il progetto Deathgasm.

## Accoglienza
Sul sito Rotten Tomatoes detiene un punteggio dell'86% di critiche professionali positive, con un voto medio di 6,7.

## Sequel
Il sequel, annunciato nel 2015 come Deathgasm Part 2: Goremageddon, è stato cancellato nel 2021 dopo che la New Zealand Film Commission ha bocciato il progetto. Nel 2023 viene lanciata una campagna su Kickstarter per raccogliere fondi per la produzione del film, dal titolo definitivo Deathgasm 2: Gormaggedon e che vedrà la collaborazione di diverse band heavy metal e di Matthew Heafy dei Trivium come principale compositore della colonna sonora.